# Arrows AX3
Arrows AX3 – pierwszy w historii trzyosobowy samochód Formuły 1.

## Historia
AX3 został zaprezentowany 11 stycznia 2001 roku podczas Autosport International Show w Birmingham. Model ten został skonstruowany przez Arrowsa i oparty na Arrowsie A20. Założeniem projektantów było zachowanie najwyższych standardów bezpieczeństwa oraz możliwość lepszego doświadczenia przez pasażerów jazdy samochodem Formuły 1 w porównaniu do modeli dwuosobowych (np. McLaren MP4/98T). Arrows AX3 był napędzany przez silnik Hart V10 o mocy 680 KM. W związku z przewozami pasażerów Arrows zawarł porozumienie z torem Silverstone. Kierowcami samochodu byli między innymi Jos Verstappen i Johnny Herbert.